# Henricus de Bracton
Henricus de Bracton, född (i Bratton Fleming eller Bratton Clovelly) i Devon, död 1268, var en engelsk rättslärd.
de Bracton var från 1245 domare vid olika lantdomstolar, 1248-57 domare vid kungens domstol. 1257 blev han åter lantdomare i sydvästra England. Som flertalet samtida engelska domare var Bracton kyrkoman, och innehade även flera prebenden och var från 1264 kansler vid katedralen i Exeter. Under Henrik II och Henrik III lades grunden till det engelska rättssystemet genom en rad i romersk och kanonisk rätt skolade jurister och domare vid de kungliga domstolarna, som ofta börjat sin bana som sekreterare i kungens kansli. På grund av sin litterära verksamhet är de Bracton den mest kända av dessa jurister. de Bractons De legibus et consuetudinibus Angliæ (författad 1250-59) är Englands främsta bevarade medeltida lagsamling. 
Den främsta utgåvan av materialet publicerades av G. Woodbine i 2 band 1915-20, och har sedan utkommit i en rad upplagor. För utarbetande av sin bok hade de Bracton samlat anteckningar om 2.000 rättsfall. 1884 påträffades manuskriptet till dessa anteckningar av Paul Vinogradoff och utgav av Frederic William Maitland som Bractons note book (1887).